# Oxford
Oxford (AFI: /ˈɔksford/; in inglese /ˈɒksfəd/) è una città di 162 100 abitanti (censimento 2021) del Regno Unito, capoluogo della contea dell'Oxfordshire in Inghilterra. È sede dell'Università di Oxford, la più antica università del mondo anglosassone, e dell'Ashmolean Museum.
È conosciuta come "la città dalle guglie sognanti", un termine coniato da Matthew Arnold per l'armonica architettura degli edifici dell'università. A differenza di Cambridge (sua rivale universitaria), Oxford è anche una città industriale, in particolare per la produzione di automobili nel sobborgo di Cowley.
Il nome della città è composto da due parole: Ox (= bue) e ford (= guado). La presenza dell'Università di Oxford comporta un grande afflusso di studenti che nel week-end si riversa nelle strade animando la città.

## Storia

### Pre-fondazione
Sono presenti attività umane dal periodo mesolitico in poi, attestata da reperti archeologici in tutta la città. 
Sono state trovate sepolture dell'età del bronzo in luoghi come The Hamel, Radcliffe Infirmary, Banbury Road e diversi edifici universitari. 
Tumuli dell'età del bronzo sono stati rinvenuti in vari luoghi tra cui i parchi universitari. 
Frequentazioni durante l'età del ferro e i resti romani, suggeriscono la continua occupazione del sito.

### Fondazione e Medioevo

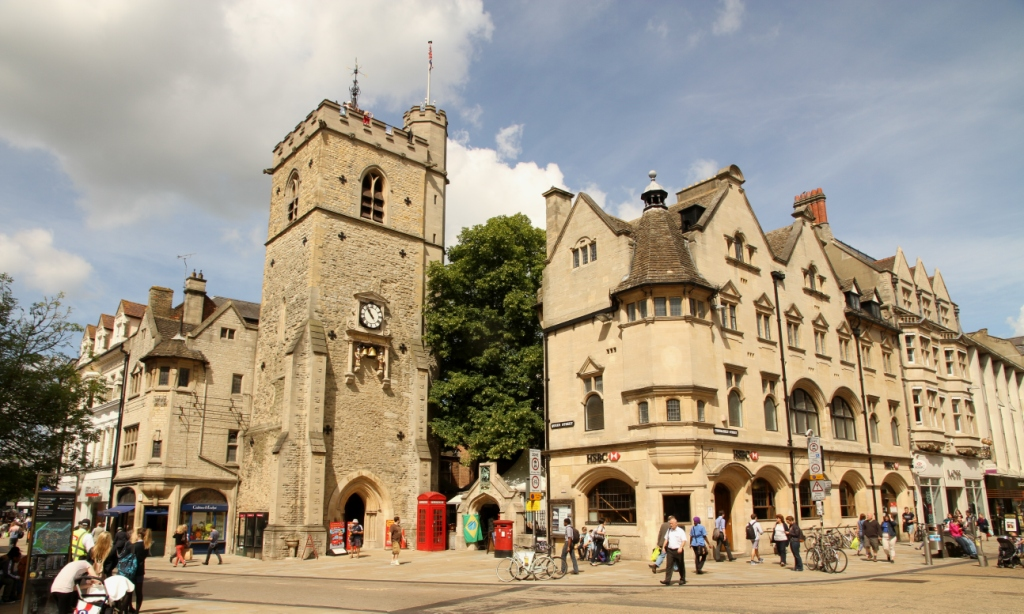
La Carfax, cuore morale della città.

Oxford fu fondata dagli anglosassoni nel IX secolo e inizialmente era conosciuta come Oxenaforda che significa "guado dei buoi", dove appunto i buoi attraversavano il fiume. Nacque con la fondazione del monastero femminile di Santa Fridesvida nell'VIII secolo e la prima testimonianza scritta è nella Cronaca anglosassone risalente 912.
Nel X secolo, Oxford divenne un'importante città di frontiera militare tra i regni di Mercia e Wessex e fu saccheggiata più volte dai Vichinghi. Nel 1002, molti danesi furono uccisi a Oxford durante il massacro di St. Brice's Day ordinato da Etelredo II, gli scheletri di oltre trenta sospette vittime sono stati rinvenuti nel 2008 durante i lavori di costruzione del St John's College. Il massacro fu un fattore che contribuì all'invasione dell'Inghilterra da parte del re Sweyn I nel 1003 e al saccheggio di Oxford da parte dei danesi nel 1004. 
Oxford fu gravemente danneggiata durante l'invasione normanna del 1066. Dopo la conquista, la città fu assegnata a un governatore, Robert D'Oyly, che ordinò la costruzione del Castello di Oxford per confermare l'autorità normanna sulla zona, che però non è mai stato usato per scopi militari. D'Oyly istituì una comunità monastica nel castello composta da una cappella e alloggi per monaci ("Saint George in Castle"), la comunità non è mai cresciuta, ma ha guadagnato il suo posto nella storia come uno dei più antichi luoghi di educazione formale della Gran Bretagna. Fu lì che nel 1139 Geoffrey di Monmouth scrisse la sua Historia Regum Britanniae, una raccolta di leggende arturiane. Inoltre ci sono prove di ebrei che vivono in città già nel 1141 e nel XII secolo si stima che la comunità ebraica sia stata di circa 80–100 individui. La città fu assediata durante l'Anarchia nel 1142.
Nel 1191, la carta della città dichiarò in latino:
Dal momento che, ogni anno, a Michaelmas i suddetti canoni rendono mezzo segno d'argento per il loro mandato nel momento in cui l'abbiamo ordinato come testimonianza dell'atto legale dei nostri antenati che hanno fatto riguardo al dono di questa stessa isola; e inoltre, poiché ci siamo impegnati da parte nostra e per conto dei nostri eredi a garantire la suddetta isola agli stessi canoni dovunque e contro tutti gli uomini; essi stessi, con questa garanzia, pagheranno a noi e ai nostri eredi ogni anno a Pasqua un altro mezzo segno che abbiamo richiesto; e noi e i nostri eredi garantiremo loro fedelmente il suddetto appartamento per il servizio del suddetto marchio ogni anno per tutte le questioni e tutti i servizi.
Abbiamo fatto questa concessione e conferma nel consiglio comune della città e l'abbiamo confermata con il nostro sigillo comune. Questi sono coloro che hanno fatto questa concessione e conferma.
(Segue un elenco di testimoni, che termina con la frase "... e tutto il Comune della Città di Oxford.")»
Il prestigio di Oxford fu rafforzato da questa carta concessa dal re Enrico II, che garantiva ai suoi cittadini gli stessi privilegi ed esenzioni di quelli di cui godeva la capitale del regno e varie case religiose importanti furono fondate nella o vicino alla città. Lo status di Oxford come libertà (suddivisione medievale) fu ottenuto da questo periodo fino al XIX secolo.
Riccardo I d'Inghilterra (regnò dal 6 luglio 1189 al 6 aprile 1199) e Giovanni d'Inghilterra (regnò dal 6 aprile 1199 al 19 ottobre 1216), nacquero entrambi a Beaumont Palace a Oxford, l'8 settembre 1157 e 24 dicembre 1166 rispettivamente. Una targa in Beaumont Street commemora questi due eventi. Un nipote di re Giovanni fondò l'Abbazia di Rewley per l'Ordine cistercense e i frati di vari ordini domenicani, francescani, carmelitani, agostiniani e trinitari avevano tutti case di diversa importanza a Oxford.
Le sedute parlamentari furono spesso tenute in città durante il XIII secolo. Le disposizioni di Oxford furono istigate da un gruppo di baroni guidati da Simone di Montfort, questi documenti sono spesso considerati la prima costituzione scritta dell'Inghilterra.
I primi college furono l'University College (1249), il Balliol College (1263), e il Merton College (1264).
La cattedrale di Christ Church è unica in quanto è allo stesso tempo cattedrale e cappella dell'omonimo college. Sorta come la chiesa del priorato di Santa Fridesvida, l'edificio fu esteso e incorporato nella struttura del Cardinal's College subito dopo che questo fu rifondato come Christ Church nel 1546. Da allora la cappella svolge la funzione di cattedrale della diocesi di Oxford.
I rapporti tra città e università (in inglese Town and gown, "città e toga") furono spesso conflittuali; per questo motivo nel 1355 scoppiò la rivolta di Santa Scolastica, 1355 dove perirono molti studenti.

### Età moderna
I martiri di Oxford furono processati per eresia nel 1555 e successivamente bruciati sul rogo, nell'attuale Broad Street, per le loro credenze e insegnamenti religiosi. I tre martiri furono i vescovi Hugh Latimer, Nicholas Ridley e l'arcivescovo Thomas Cranmer. Il Memoriale dei martiri si trova nelle vicinanze, dietro l'angolo a nord di St. Giles.
Durante la guerra civile, Oxford ospitò la corte di Carlo I nel 1642, dopo che il re fu cacciato da Londra, anche se nella città vi era forte sostegno per Oliver Cromwell. La città si arrese alle truppe dei Parlamentaristi sotto il generale Thomas Fairfax nel 1646.

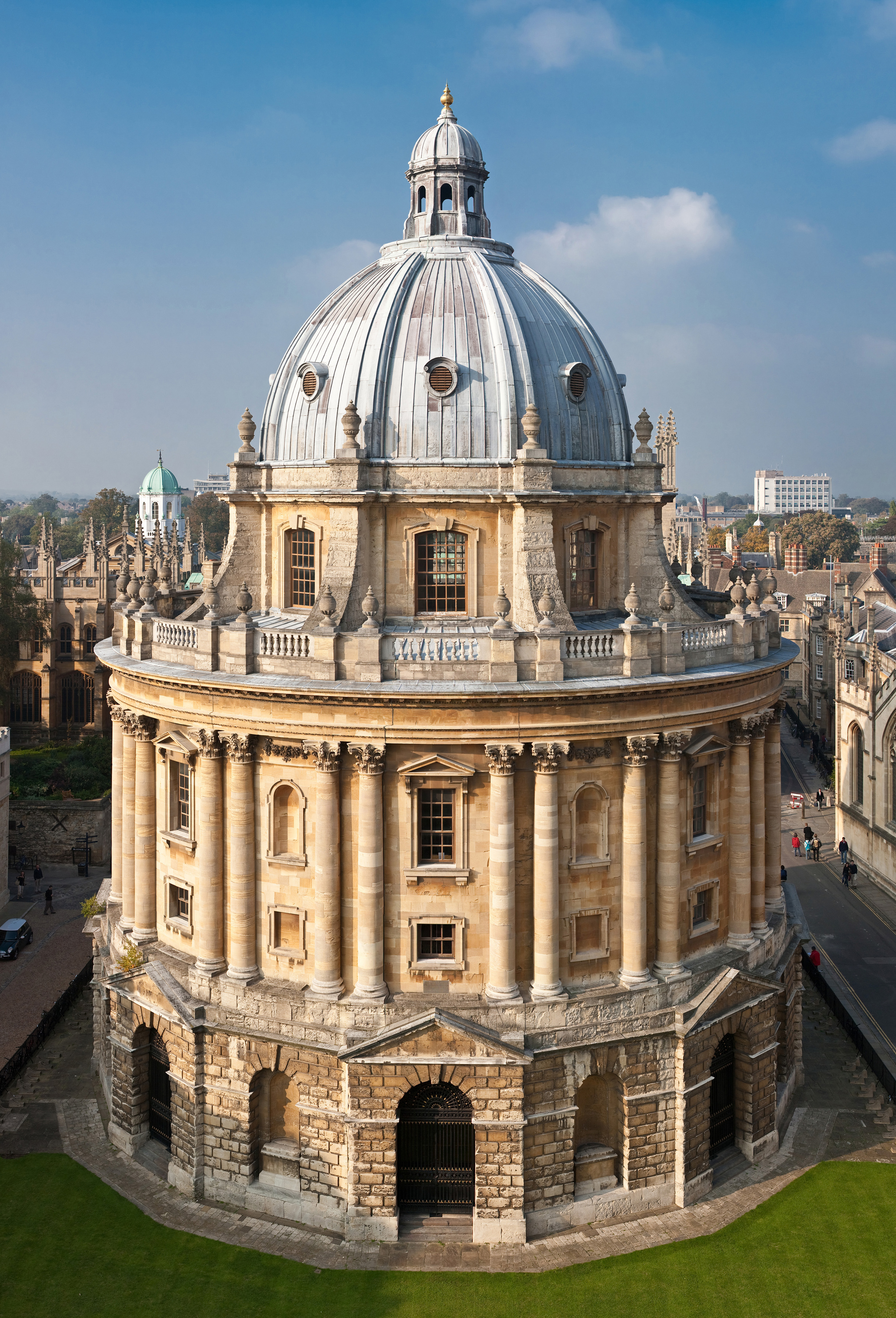
La Radcliffe Camera, completata nel 1748.

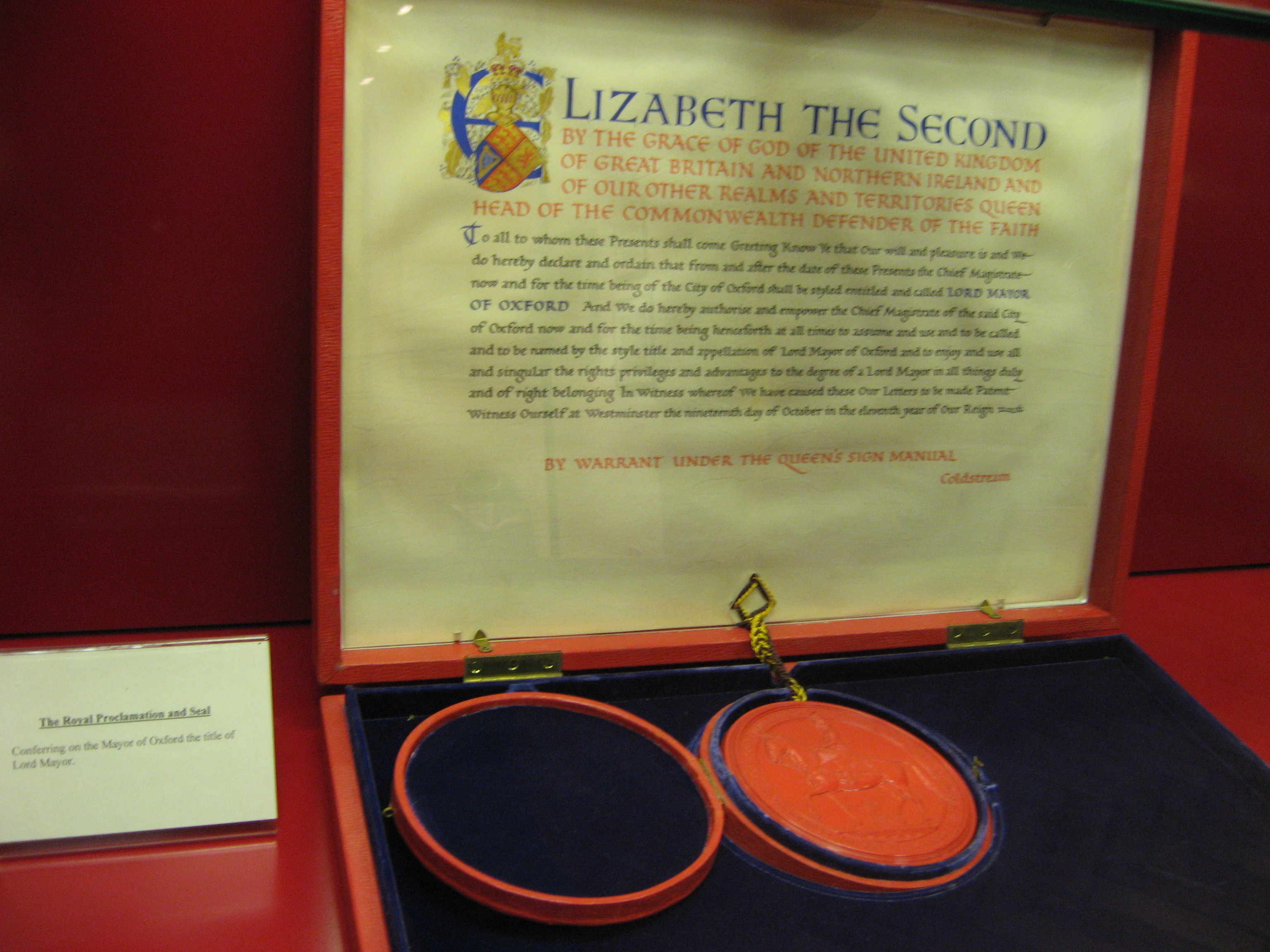
Diploma reale che conferisce il titolo di Lord Mayor al sindaco di Oxford.

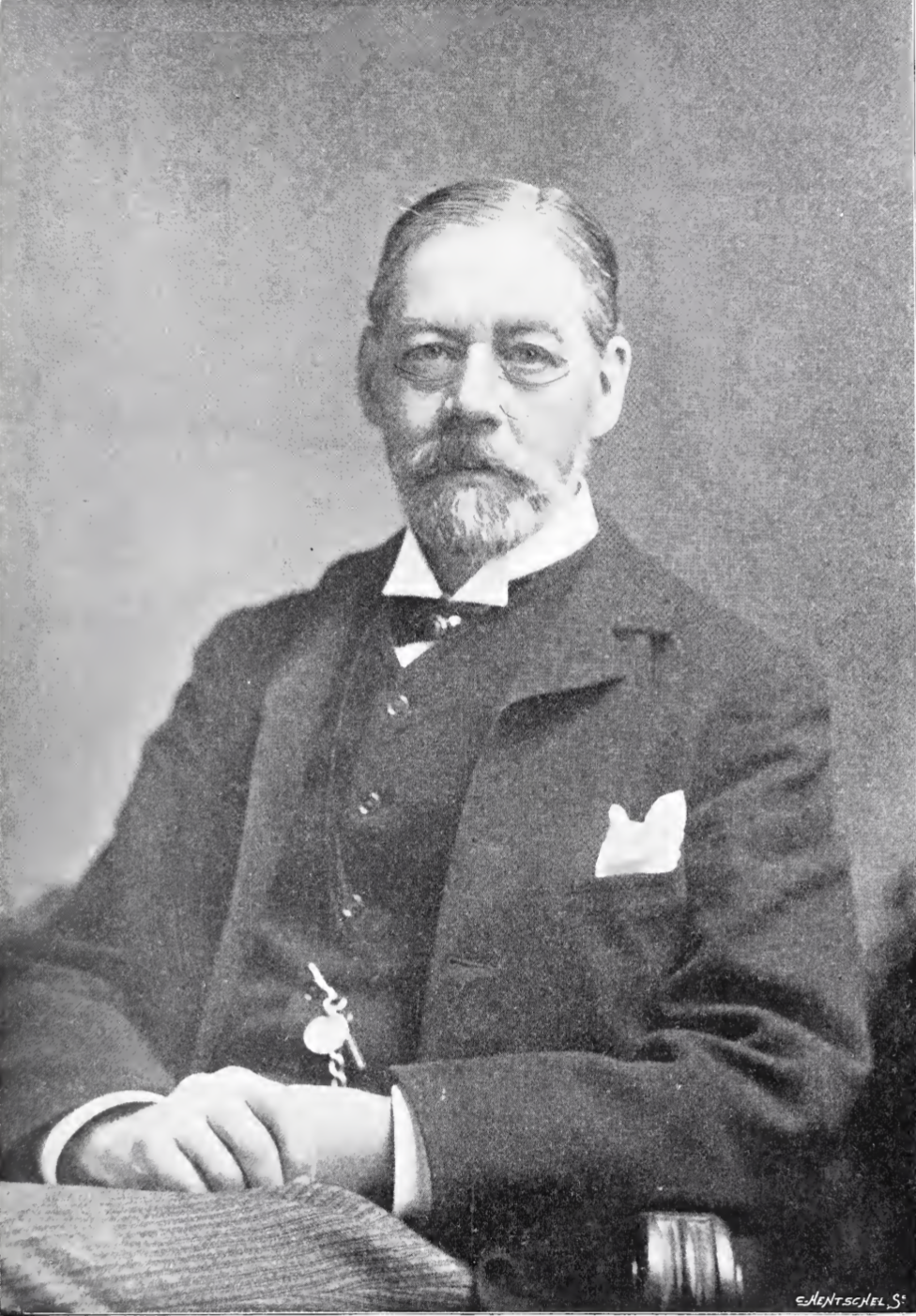
Thomas Graham Jackson, a cui Oxford deve gran parte del suo aspetto neogotico

The Duke's Cut fu completato dal duca di Marlborough nel 1789 collegando il nuovo canale con il Tamigi. Nel 1790 il canale di Oxford collegò la città con Coventry, collegandola al Tamigi nel 1796. Nel 1844, la Great Western Railway collegò Oxford con Londra passando da Didcot e Reading, e presto seguirono altre linee ferroviarie.
Nel XIX secolo la controversia intorno al Movimento di Oxford nella chiesa anglicana fece emergere la città come un centro di pensiero teologico. Il municipio di Oxford fu costruito sotto la regina Vittoria.
Il governo locale di Oxford fu riformato dal Municipal Corporations Act del 1835 e i confini del distretto furono estesi per includere una piccola area a est del fiume Cherwell. I confini furono ulteriormente estesi nel 1889 per aggiungere le aree di Grandpont e New Hinksey, a sud del Tamigi, che furono trasferite dal Berkshire all'Oxfordshire. Allo stesso tempo Summertown e la parte occidentale di Cowley furono aggiunte al quartiere. Nel 1890 Oxford divenne un distretto della contea.
Una presenza militare permanente fu stabilita in città con il completamento delle Cowley Barracks nel 1876.
L'Oxford Town Hall è stato costruito da Henry Thomas Hare, la prima pietra fu posata il 6 luglio 1893 e inaugurato dal futuro re Edoardo VII il 12 maggio 1897. Il sito è stato sede del governo locale dalla Guild Hall del 1292 e l'edificio è ancora chiamato con il suo nome tradizionale di "Town Hall".
L'architetto neogotico Thomas Graham Jackson, figura di spicco nella scena architettonica tardo-vittoriana, contribuì notevolmente a dare ad Oxford il suo aspetto: fu progettista dell'Oxford Military College a Cowley, delle Examination Schools, della maggior parte dell'Hertford College (incluso il Ponte dei Sospiri sulla New College Lane), di gran parte del Brasenose College, dei campi del Trinity College e del Somerville College, della City of Oxford High School for Boys e dell'Acland Nursing Home. Il ruolo che ha rivestito nel caratterizzare il volto di Oxford fu riconosciuto dalla prestigiosa università, che gli conferì la laurea honoris causa.

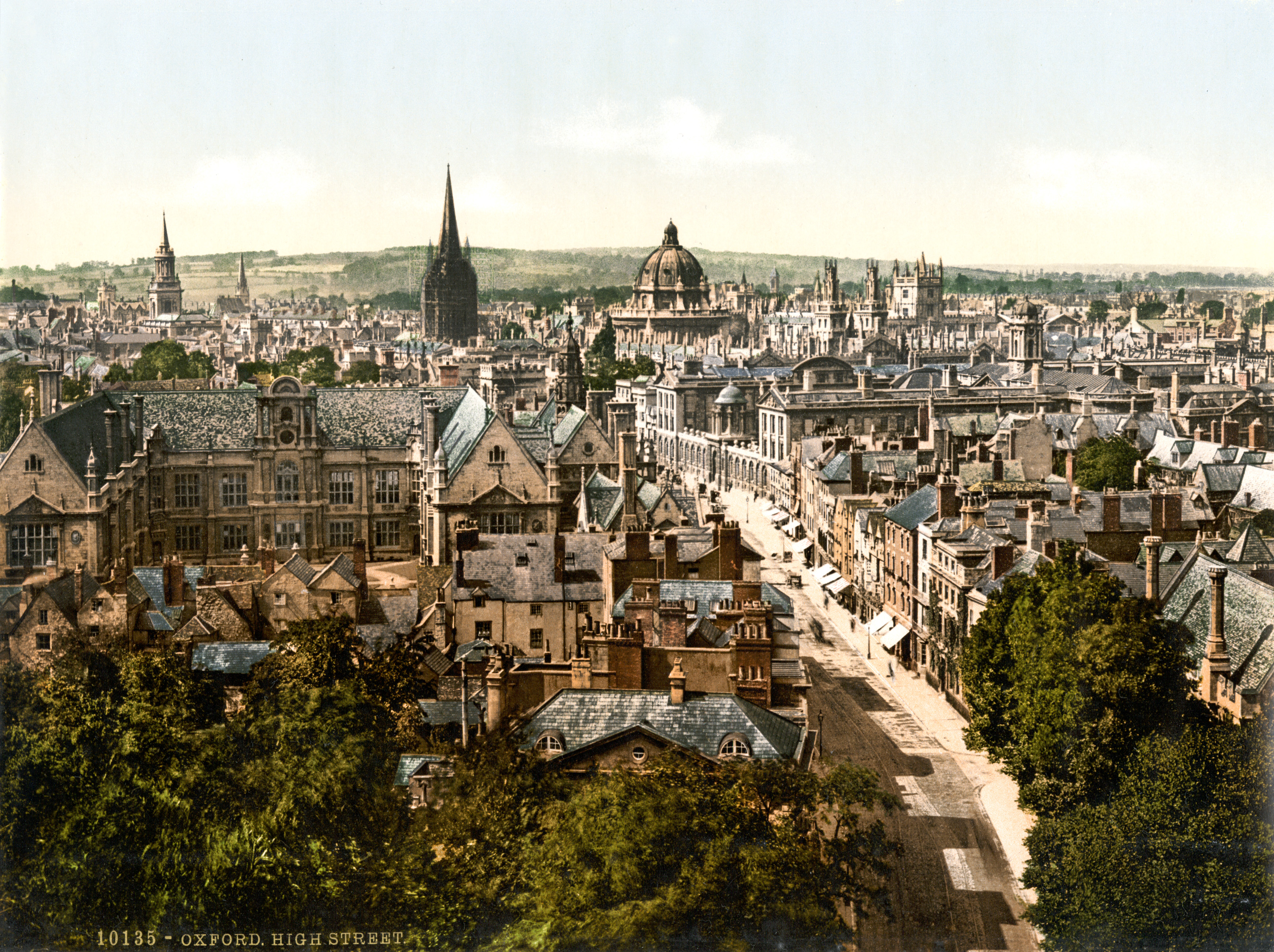
Fotocromia della High Street, 1890–1900.

### Età contemporanea

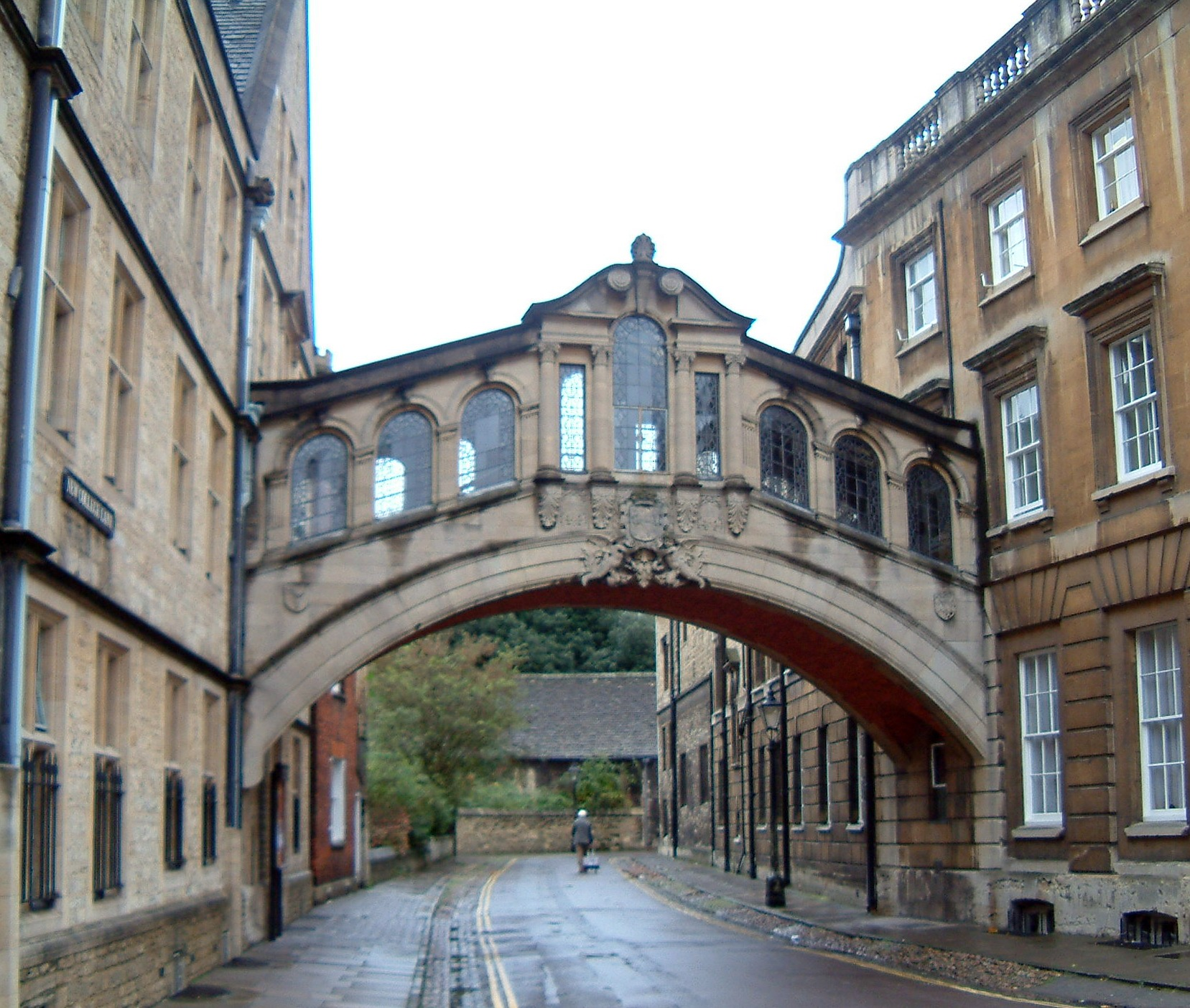
Oxford, il Ponte dei Sospiri (Bridge of Sighs) costruito nel 1914, su progetto dell'architetto Thomas Graham Jackson.

Durante la prima guerra mondiale, la popolazione di Oxford calò. Il numero dei membri dell'università venne significativamente ridotto quando gli studenti, i compagni e il personale si arruolarono. Alcuni dei loro posti negli alloggi del college furono occupati dai soldati in addestramento. Un altro effetto della guerra in corso fu trovato nell'afflusso di soldati feriti e disabili, che furono curati in nuovi ospedali ospitati in edifici come la Examination School dell'università, il municipio e il Somerville College.
All'inizio del XX secolo, ci fu una rapida crescita industriale e della popolazione, con le industrie della stampa e dell'editoria che si stabilirono negli anni venti. Nel 1929 i confini della città furono estesi per includere i sobborghi di Headington, Cowley e Iffley a est e Wolvercote a nord.
Anche durante gli anni venti, l'economia e la società di Oxford subirono una grande trasformazione quando William Morris fondò la Morris Motors Limited per produrre automobili in serie a Cowley, nella periferia sud-orientale della città. All'inizio degli anni settanta oltre 20 000 persone lavoravano a Cowley presso gli enormi impianti Morris Motors e Pressed Steel Fisher. Oxford era ora una città a due metà: la città universitaria a ovest di Magdalen Bridge e la città automobilistica a est. Ciò ha portato al detto che "Oxford è la riva sinistra di Cowley". Cowley ha subito gravi perdite di posti di lavoro negli anni ottanta e novanta durante il declino della British Leyland, ma adesso si sta riprendendo producendo la Mini di successo per la BMW su un sito più piccolo. Gran parte delle fabbriche automobilistiche originali di Cowley fu demolita negli anni novanta, ed è ora sede dell'Oxford Business Park.
Durante la seconda guerra mondiale, Oxford fu in gran parte ignorata dalle incursioni aeree tedesche durante il Blitz, forse a causa della mancanza di industrie pesanti come acciaierie o costruzioni navali che ne avrebbero fatto un bersaglio, sebbene fosse ancora influenzato dal razionamento e dall'afflusso di rifugiati in fuga da Londra e da altre città. I college dell'università servivano come caserme militari temporanee e aree di addestramento per i soldati prima dello spiegamento.
Il 6 maggio 1954, Roger Bannister, uno studente di medicina di 25 anni, corse il primo miglio sotto i quattro minuti autenticato sulla pista da corsa di Iffley Road a Oxford. Anche se aveva precedentemente studiato all'Università di Oxford, Bannister stava studiando alla St Mary's Hospital Medical School di Londra all'epoca. In seguito tornò all'Università di Oxford e divenne Master del Pembroke College.
La seconda università di Oxford, la Oxford Brookes University, ex Oxford School of Art, poi Oxford Polytechnic, con sede a Headington Hill, è stata insignita nel 1991 e per dieci anni è stata votata la migliore nuova università nel Regno Unito. È stata chiamata in onore del preside fondatore della scuola, John Henry Brookes.
L'afflusso di manodopera migrante negli stabilimenti automobilistici e negli ospedali, la recente immigrazione dall'Asia meridionale e una vasta popolazione studentesca, hanno dato a Oxford un carattere particolarmente cosmopolita, specialmente nelle aree di Headington e Cowley Road con i loro numerosi bar, caffetterie, ristoranti, club, negozi asiatici e fast food e l'annuale Carnevale di Cowley Road. Oxford è una delle piccole città più diverse della Gran Bretagna: le stime sulla popolazione più recenti per il 2011 hanno mostrato che il 22% della popolazione proveniva da gruppi etnici neri o di minoranza, rispetto al 13% in Inghilterra.

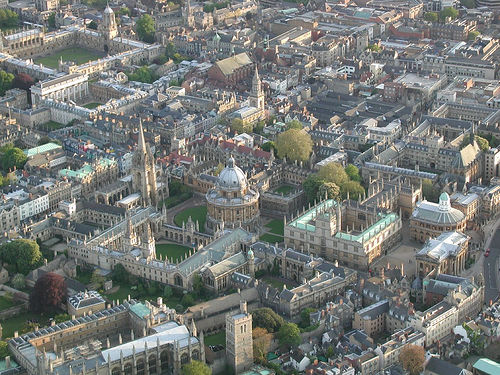
Vista aerea del centro di Oxford.

## Quartieri e comuni di Oxford
Barton, Binsey, Blackbird Leys, Botley, Cowley, Cowley Marsh, Cutteslowe, East Oxford, Godstow, Grandpont, Greater Leys, Headington, Headington Quarry, Iffley, Jericho, Littlemore, Marston, New Headington, New Hinksey, New Marston, Norham Manor, North Hinksey, North Oxford, Osney, Risinghurst, Rose Hill, Sandhills, South Hinksey, Summertown, Temple Cowley, Walton Manor, Wolvercote, Wood Farm.

## Parrocchie civili
Intorno alla città ci sono le seguenti parrocchie:
- Blackbird Leys;
- Littlemore;
- Old Marston;
- Risinghurst and Sandhills.

## Istruzione superiore
La città di Oxford ha due università: l'Università di Oxford e l'Università Brookes.

## Clima
| Oxford              | Mesi | Mesi | Mesi | Mesi | Mesi | Mesi | Mesi | Mesi | Mesi | Mesi | Mesi | Mesi | Stagioni | Stagioni | Stagioni | Stagioni | Anno |
| Oxford              | Gen  | Feb  | Mar  | Apr  | Mag  | Giu  | Lug  | Ago  | Set  | Ott  | Nov  | Dic  | Inv      | Pri      | Est      | Aut      | Anno |
| ------------------- | ---- | ---- | ---- | ---- | ---- | ---- | ---- | ---- | ---- | ---- | ---- | ---- | -------- | -------- | -------- | -------- | ---- |
| T. max. media (°C)  | 6,7  | 7,0  | 9,5  | 12,6 | 16,2 | 19,5 | 21,2 | 20,8 | 18,3 | 14,5 | 9,7  | 7,6  | 7,1      | 12,8     | 20,5     | 14,2     | 13,6 |
| T. min. media (°C)  | 0,7  | 1,0  | 2,6  | 4,8  | 7,6  | 10,5 | 11,9 | 11,8 | 9,8  | 7,1  | 3,8  | 2,0  | 1,2      | 5,0      | 11,4     | 6,9      | 6,1  |
| Precipitazioni (mm) | 56   | 39   | 50   | 42   | 53   | 53   | 47   | 58   | 55   | 57   | 59   | 62   | 157      | 145      | 158      | 171      | 631  |

## Monumenti e luoghi d'interesse
Le maggiori attrazioni turistico-culturali della città sono connesse con l'Università e hanno carattere culturale.

### Università e collegi
- L'Università di Oxford
- University College (1249)
- Balliol College (1263)
- Merton College (1264)
- St Edmund Hall (1278)
- Exeter College (1314)
- Oriel College (1324)
- The Queen's College (1341)
- New College (1379)
- Lincoln College (1427)
- All Souls College (1438)
- Magdalen College (1458)
- Brasenose College (1509)
- Corpus Christi College (1517), che comprende al suo interno la Cattedrale di Cristo
- Christ Church College (1546)
- St John's College (1555)
- Trinity College (1555)
- Jesus College (1571)
- Wadham College (1610)
- Pembroke College (1624)
- Worcester College (1714)
- Hertford College (1740)
- Harris Manchester College (1786)
- Keble College (1870)
- Lady Margaret Hall (1877)
- Somerville College (1879)
- St Anne's College (1879)
- Mansfield College (1886)
- St Hugh's College (1886)
- St Hilda's College (1893)
- St Peter's College (1929)
- Nuffield College (1937)
- St Antony's College (1950)
- Linacre College (1962)
- St Catherine's College (1963)
- St Cross College (1965)
- Wolfson College (1965)
- Kellogg College (1990)
- Green Templeton College (2008)
- St Clare's College

### Biblioteche
- La Biblioteca Bodleiana
- La Radcliffe Camera

### Musei
- L'Ashmolean Museum
- Lo University Museum (museo di storia naturale)
- Il museo Pitt Rivers (museo di etnologia)
- La Christ Church Picture Gallery
- Il Modern Art Oxford (museo di arte moderna)

### Teatri
- Sheldonian Theatre

### Altre istituzioni culturali
- L'Orto botanico
- Il Radcliffe Observatory
- La Radcliffe Infirmary

## Case editrici
A Oxford hanno sede importanti case editrici di pubblicazioni accademiche e scientifiche, legate al mondo universitario. Tra queste, vi sono l'Oxford University Press e la Clarendon Press. Nella città ha sede anche la Archaeopress una delle più importanti case editrice inglesi, fondata nel 1974, specializzata in studi di archeologia. La Archaeopress si occupa anche della pubblicazione della rivista British Archaeological Reports (BAR).

## Amministrazione

### Gemellaggi
Oxford è gemellata con:
- Bonn, dal 1947
- Grenoble, dal 1984
- Leida
- León
- Catania, dal 2012
- Padova, dal 2019

## Galleria d'immagini

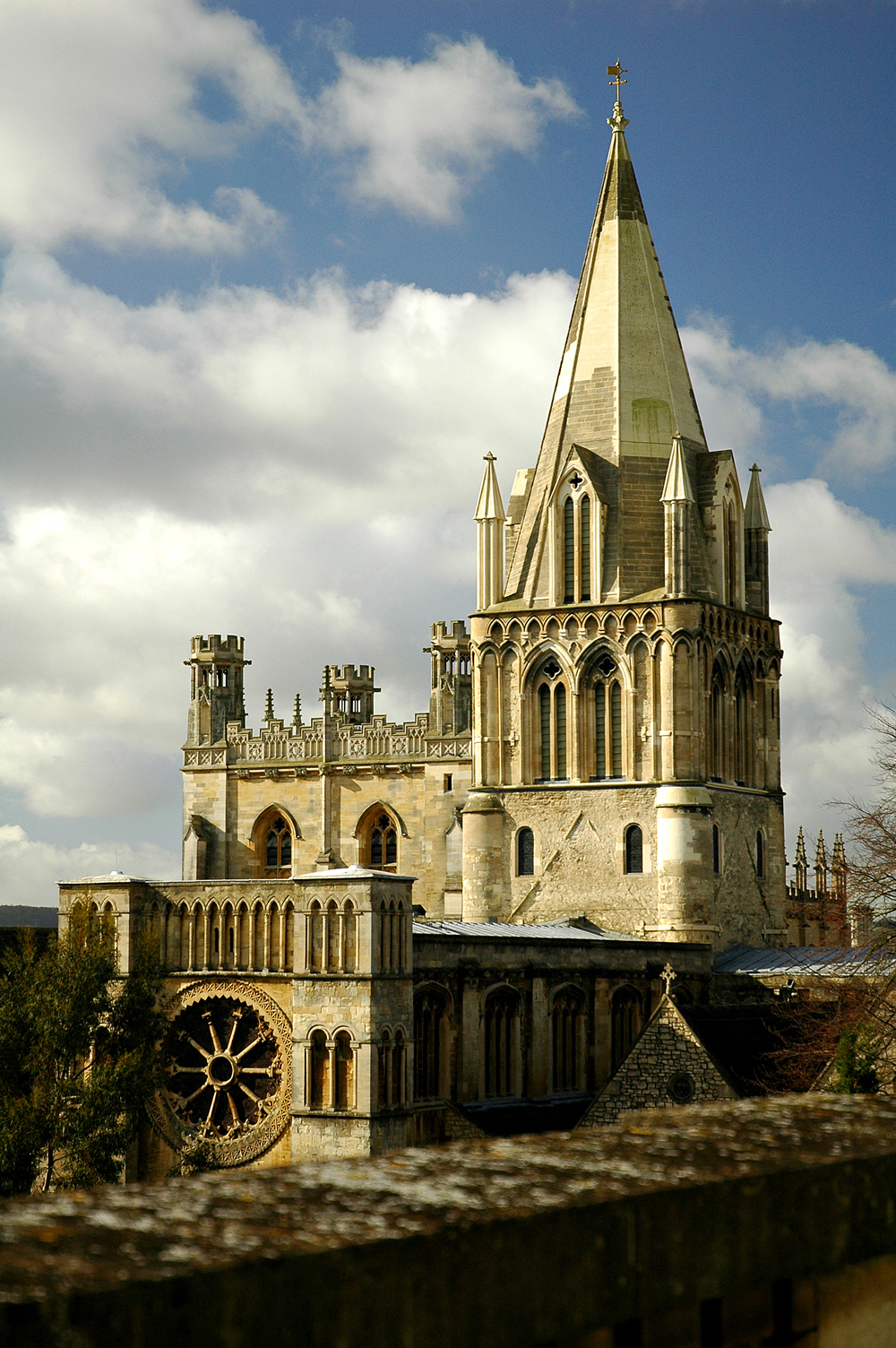
La cattedrale di Christ Church
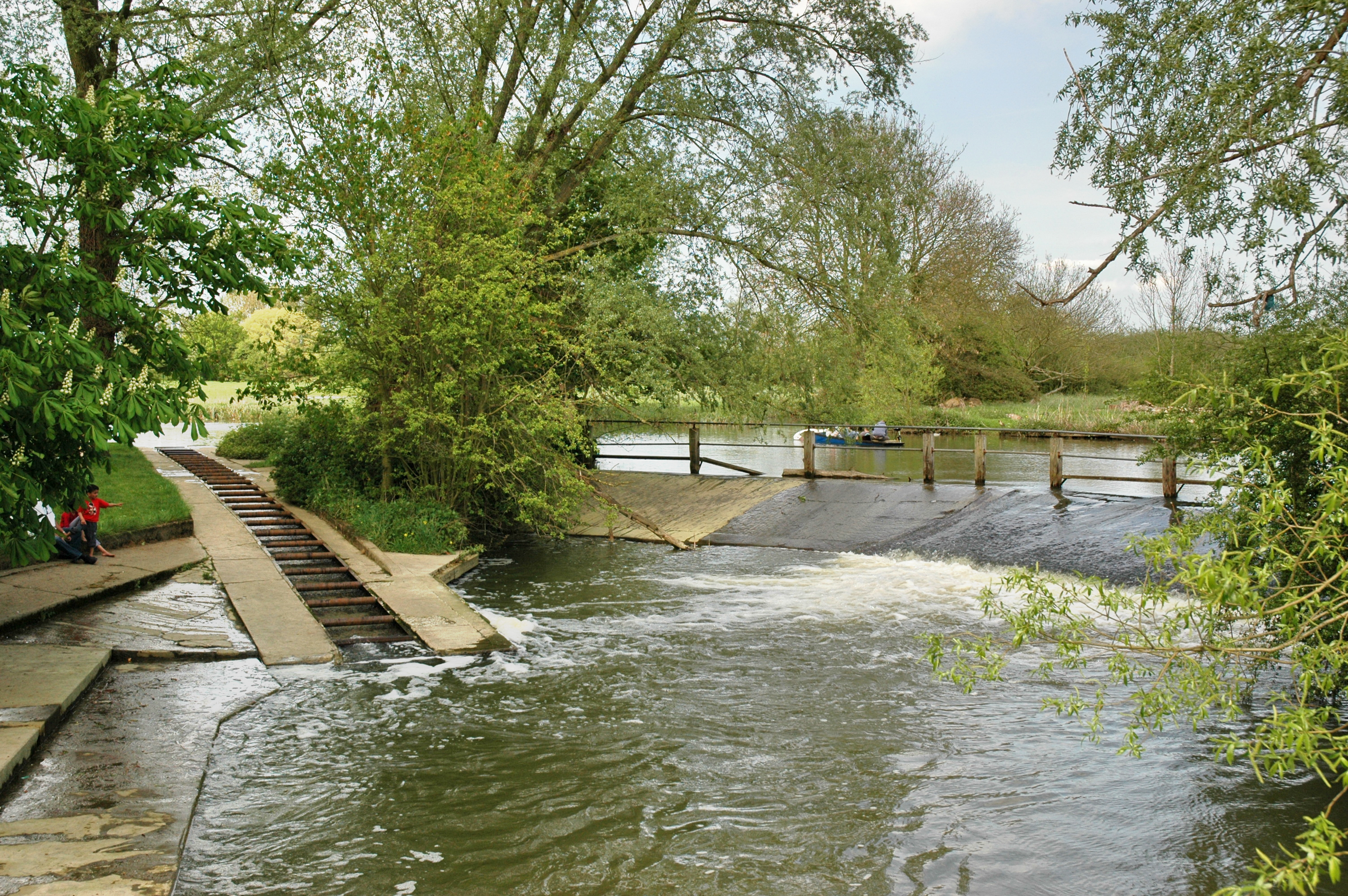
Il fiume Cherwell
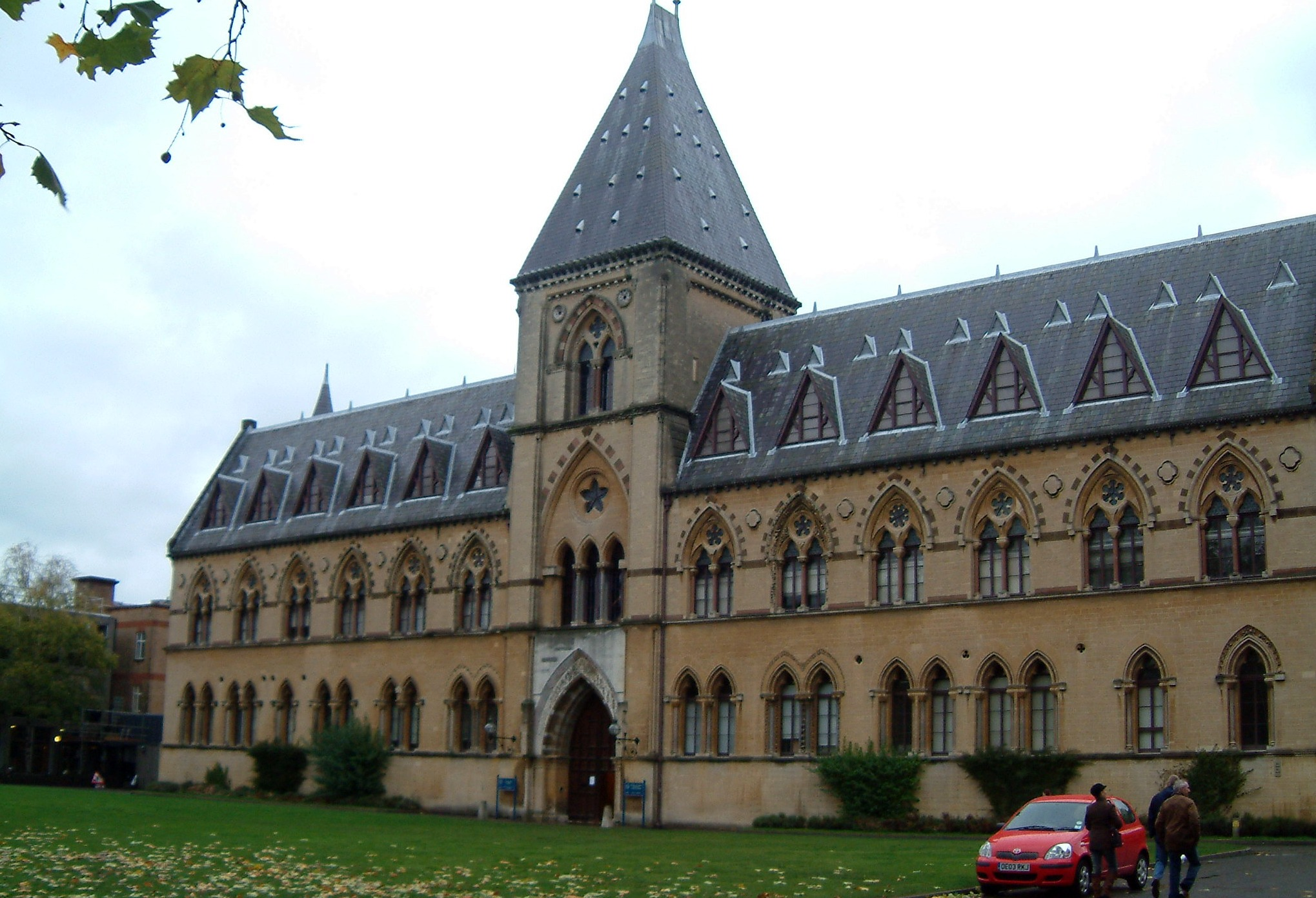
Il Museo di Storia Naturale